# اضطراب العصب الإضافي
الإصابة في العصب الشوكي الإضافي قد تسبب اضطرابًا في العصب الشوكي الإضافي أو شللًا في العصب الاضافي، مما يؤدي إلى خلل وظيفي للعضلة القصية الترقوية الخشائية والجزء العلوي من العضلة شبه المنحرفة.

## التشخيص
المرضى الذين يعانون من شلل العصب الشوكي الإضافي غالباً ما تظهر عليهم أعراض مرض العصبون الحركي السفلي مثل نقص في الكتلة العضلية والتحزم، والشلل الجزئي للقصية الترقوية الخشائية والعضلات شبه المنحرفة. كذلك انقطاع الإمدادات العصبية إلى العضلات القصية الترقوية الخشائية تنتج خط عنق غير متكافئ، بينما ضعف العضلات شبه المنحرفة قد يؤدي إلى تدلي في الكتف أو لوح الكتف المجنح أو ضعف في ارتفاع الجزء الامامي من الكتف.

## الأسباب
العمليات الطبية هي السبب الأكثر شيوعا للإصابة في العصب الإضافي الشوكي وعمليات تشريح العنق الجذري على وجه الخصوص. كذلك عملية خزعة العقدة الليمفاوية هي من بين العمليات الجراحية الأكثر شيوعاً التي تؤدي إلى تلف الأعصاب الشوكية التبعية. وتشير لندن من أن الفشل في سرعة تحديد تلف الأعصاب الشوكية الاضافية قد يؤدي إلى تفاقم المشكلة، كما يؤدي التدخل المبكر لتحسين النتائج.

## العلاج
هناك عدة خيارات للعلاج عندما يلاحظ تلف الأعصاب الشوكية الإضافية علاجي (أي تسبب بها الجراح) أثناء الجراحة. على سبيل المثال، أثناء تشريح العنق الوظيفي الذي يصيب العصب التبعي في العمود الفقري أو إصابة الأعصاب في العمود الفقري يطالب الجراح للحفاظ بحذر على الفروع C2و C3و C4 التي توفر الأعصاب التكميلية للعضلة شبه المنحرفة. وبدلاً من ذلك أو بالإضافة إلى إجراءات أثناء العملية وإجراءات ما بعد الجراحة يمكن أن تساعد أيضا في استعادة وظيفة العصب الشوكي الإضافي التالف. فمثلاً إجراء “عدن-لانج” يقوم بتغيير موضع عضلات الكتف المتبقية جراحياً وقد يكون فعالاً في علاج شلل العضلات شبه المنحرفة. 

## التقييم الوظيفي
يتم فحص وظيفة العصب الشوكي الإضافي في الفحص العصبي. ويتم هذا الفحص بواسطة طبيب مختص، ولكن في كثير من الأحيان يتألف هذا الفحص على ثلاثة عناصر هي: المعاينة، ومجموعة من التجارب الحركية واختبار قوة.
يلاحظ الفاحص أثناء المعاينة القصية الترقوية الخشائية والعضلات شبه المنحرفة، ويبحث عن اعراض مرض العصبون الحركي السفلي، مثل ضمور وتليف العضلات. وقد يكون الكتف المجنح موحياً بوظيفة العصب الإضافي غير الطبيعية كما هو موضح أعلاه.
في تقييم مدى الحركة، يلاحظ الفاحص عندما يميل المريض رأسه ويهز كلا كتفيه، ويبعد ذراعيه ان تضخم الكتف المجنح يرجع إلى تلف الأعصاب في العمود الفقري.
يعتبر اختبار القوة مشابه لمجموعة اختبارات مدى الحركة، إلا أن المريض يقوم بتنفيذ إجراءاته ضد مقاومة الفاحص. يقيس الفاحص وظيفة العضلات القصية الترقوية الخشائية بالطلب من المريض لتحويل رأسه باتجاه المقاومة أو ضدها وعندها يلاحظ الفاحص عمل عضلة القصية الترقوية الخشائية المقابلة. على سبيل المثال، إذا كان المريض يدير رأسه يميناً نحو المقاومة عادةً ستنشد العضلات القصية الترقوية الخشائية اليسرى.
لتقييم قوة العضلات شبه المنحرفة، يطلب الفاحص من المريض أن يرخي كتفيه ضد المقاومة. فالمرضى الذين يعانون من تلف في العصب الشوكي الإضافي، سوف يتضاءل ارتفاع كتفهم، وسوف يكونون غير قادرين على رفع الكتفين ضد مقاومة الفاحص.